# Fossmobile
La Fossmobile a été la première automobile à moteur à essence à combustion interne au Canada fabriqué par George Foote Foss en 1897,.

## Histoire

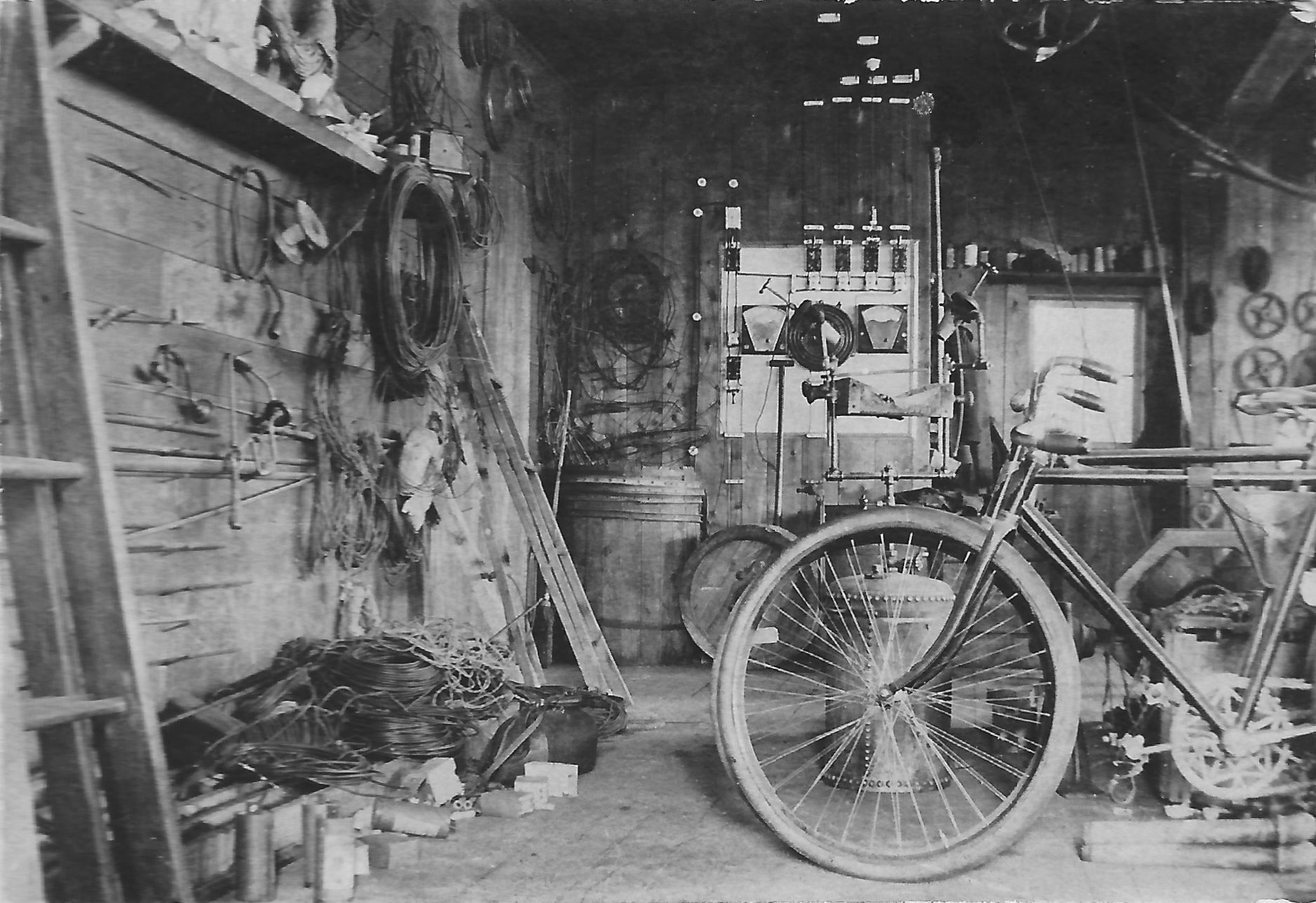
L'intérieur de l'atelier d'usinage de George Foote Foss où la Fossmobile a été construite.

La Fossmobile a été conçue et fabriquée par George Foote Foss. Il possédait son propre atelier à Sherbrooke, au Québec, où il effectuait de l'usinage, de la forge et de la réparation de vélos. Il s'est intéressé aux automobiles après avoir roulé dans un brougham électrique lors d'une visite à Boston, Massachusetts. Au cours de l'hiver 1896, Foss travailla sur une automobile monocylindre de quatre chevaux qu'il termina au printemps 1897. Ce véhicule a été le premier du genre à être construit au Canada.
Foss a conduit sa voiture à Sherbrooke et dans les environs pendant quatre ans. Il a ensuite déménagé à Montréal, au Québec, où la voiture est restée inactive pendant un an avant de la vendre à 75 $ en 1902. Foss avait précédemment refusé une offre de partenariat avec Henry Ford de la Ford Motor Company, car il pensait que le véhicule de Ford était inférieur à la Fossmobile. Il a également refusé le soutien financier à la production de masse de la Fossmobile, invoquant son inexpérience pour le faire.

## Spécifications du véhicule

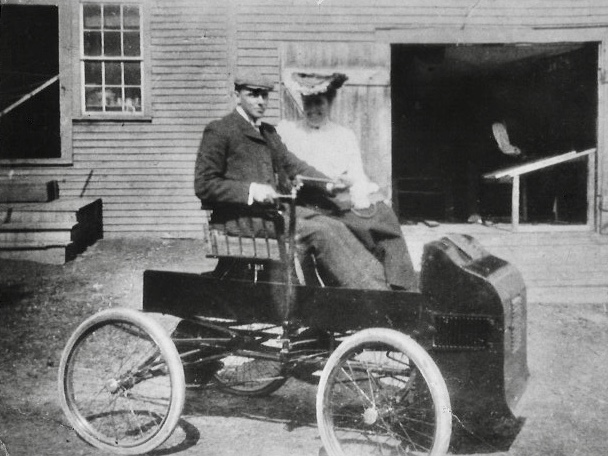
Harry, le frère de George Foote Foss, lors d'un essai de la Fossmobile terminée.

La « Fossmobile », comme elle a été surnommée plus tard, était différente des autres automobiles qui étaient en cours de construction à cette époque, car il avait le moteur monté à l'avant. D'autres concepteurs automobiles avaient placé leurs moteurs centrés et sous le siège. Le moteur avant de la Fossmobile a facilité la maintenance et produit beaucoup moins de vibrations ascendantes à travers le siège. Le levier de vitesses pour la Fossmobile a été monté directement sur la colonne de direction de style barre franche, ce qui n'a pas été fait par d'autres fabricants pendant encore 40 ans. Le véhicule pouvait avancer jusqu'à 24 km/h et gravir n'importe quelle pente raide de Sherbrooke.